# Земля Санникова (фильм)
«Земля́ Са́нникова» — советский художественный полнометражный приключенческий фильм по мотивам одноимённого романа Владимира Обручева, снятый в 1972—1973 годах на киностудии «Мосфильм» режиссёрами Альбертом Мкртчяном и Леонидом Поповым.
Премьера фильма состоялась 1 октября 1973 года. В 1974 году его посмотрели более 41 миллиона зрителей.

## Сюжет
Начало XX века. Ссыльный поселенец Александр Петрович Ильин (Владислав Дворжецкий) уговаривает золотопромышленника Трифона Степановича Перфильева (Николай Гриценко), прииск которого оскудевал, снарядить экспедицию на поиски Земли Санникова — легендарной тёплой земли где-то за Полярным кругом. Перфильев в надежде, что эта земля богата золотом, соглашается.
Далее начинаются трудные поиски команды — смельчаков находится немного. В результате на борту судна оказываются Александр Ильин, офицер-авантюрист Евгений Крестовский (Олег Даль), слуга золотопромышленника Игнатий (Георгий Вицин), получивший от хозяина задание убить остальных участников экспедиции в случае нахождения золота, и Владимир Губин (Юрий Назаров) — беглый каторжник-террорист, бывший врач.
После долгого путешествия, чуть было не замёрзнув в пути, первооткрыватели всё-таки добираются до земли вулканов, где они встречают аборигенов — племя онкилонов. Путешественники подружились с вождём племени (Пётр Абашеев), но не поладили с чёрным шаманом (Махмуд Эсамбаев), увидевшим в них угрозу своей власти. В результате слуга шамана Дуккар (Георгий Чепчян) убивает вождя, а шаман сваливает его убийство на Ильина и его товарищей, в связи с чем возникает конфликт, Игнатий стреляет в воздух, выстрел нарушает и без того хрупкий природный баланс и вызывает землетрясение, после которого вулкан остывает, земля начинает замерзать, а всё живое на ней ждёт гибель.
Шаман поплатился за свои злодеяния, когда его убивает сын покойного вождя Сетенкар (Турсун Куралиев), Губин остаётся с онкилонами, чтобы помочь им перезимовать, Игнатий погибает от рук Дуккара, которого тут же убивает Ильин. Крестовский и Ильин идут за помощью на Большую землю. Крестовский жертвует собой, чтобы спасти друга, и до Большой земли добирается только Ильин, которого почти без сил находят в ледяной пустыне охотники-якуты. Когда они везут его на нартах, он видит в небе перелётных птиц, которые стремятся к земле Санникова, ещё не зная, что она обречена.

## В ролях
| - Владислав Дворжецкий — Александр Петрович Ильин, учёный, ссыльный - Георгий Вицин — Игнатий, слуга золотопромышленника Перфильева - Олег Даль — Евгений Крестовский, офицер-авантюрист - Юрий Назаров — Владимир Иванович Губин, беглый политический каторжник, террорист, врач - Махмуд Эсамбаев — чёрный шаман - Николай Гриценко — Трифон Степанович Перфильев, золотопромышленник - Елена Чухрай — невеста Ильина - Георгий Чепчян — Дуккар, слуга шамана - Пётр Абашеев — вождь онкилонов - Турсун Куралиев — Сетенкар, сын вождя - Екатерина Самбуева — Аннуир, онкилонка - Назира Мамбетова — Гошар, онкилонка - Константин Григорьев — очевидец пари - Сергей Дворецкий — очевидец пари - Николай Крюков — морской офицер в ресторане - Василий Минин — Фёдор Васильевич - Сундуп Рабсалов — проводник - Валерий Смоляков — офицер в ресторане - Аркадий Трусов — официант - Сергей Полежаев - Павел Первушин - Александр Суснин — офицер в ресторане - Зинаида Сидоркова - Ораз Амангельдыев | - Алексей Минин - О. Айназаров - Мурад Алиев - Александр Афанасьев - Какаджан Аширов - Геннадий Данзанов - О. Коппе - Л. Ли - Владимир Мясников — исполнитель трюка подъёма Крестовского на колокольню (дублёр О. И. Даля) - Эдуард Часов — исполнитель трюка подъёма Ильина на колокольню (дублёр В. В. Дворжецкого) - Пётр Морозов - Сергей Шакуров — Губин (был заменён Ю. Назаровым) - Игорь Старыгин — молодой онкилон (в титрах не указан) - Борис Грызлов — мужчина в кабаке (в титрах не указан) - Т. Окапова - К. Пак - Л. Прокопенко - С. Рудь - Светлана Хилтухина - Л. Хогоева - И. Щепетнов - Б. Эреков - Олег Анофриев — исполнение песен (в том числе «Есть только миг») - Артём Карапетян — шаман - Сергей Малишевский — вождь онкилонов - Раднэр Муратов — проводник |

## Съёмочная группа
| - Авторы сценария: - Марк Захаров - Владислав Федосеев - Режиссёры: - Альберт Мкртчян - Леонид Попов | - Оператор: Михаил Коропцов - Художники: - Валерий Филиппов - Владимир Филиппов - Композитор: Александр Зацепин - Звукорежиссёр: Виктор Бабушкин - Текст песен: Леонид Дербенёв |

## История создания
Идея снять фильм по роману Владимира Обручева принадлежала руководству «Мосфильма». Сценарий был написан Владиславом Федосеевым. Режиссёров было два, ими были выбраны дебютанты кинорежиссуры Альберт Мкртчян и Леонид Попов. Альберт Мкртчян решил радикально переработать сценарий и обратился за этим к Марку Захарову, который в то время активно занимался публицистикой, например, именно Захаров написал тексты писем Сухова («Белое солнце пустыни»). Марк Захаров даже не прочёл роман Владимира Обручева, а на замечание Мкртчяна ответил: «Ты мне обрисуй тему и что ты хочешь увидеть». Альберт Мкртчян вспоминал:

Мы ведь написали совсем другую историю, к сюжету Обручева она почти не имеет отношения. Единственное, что осталось от автора, — это идея: неизвестная земля, которую надо открыть.

Первоначально к участию в фильме планировалось привлечь Владимира Высоцкого (на роль Крестовского) и Марину Влади (на роль невесты Ильина). Высоцкий был очень вдохновлён сюжетом и написал к фильму три песни: «Белое безмолвие», «Баллада о брошенном корабле» и «Кони привередливые». Однако на радио «Немецкая волна» прошла передача с записями песен В. Высоцкого. В контексте этой передачи Высоцкий был представлен бунтарём и диссидентом. Дорога к съёмкам в «Земле Санникова» Высоцкому и Влади была закрыта (песня «Белое безмолвие» впоследствии вошла в фильм «Семьдесят два градуса ниже нуля»).
В спешном порядке на роль Крестовского был приглашён Олег Даль. Он приехал на съёмки в Зеленогорск в жутком настроении и в «разобранном» состоянии.
На роль Ильина приглашение, по его словам, получил Муслим Магомаев. Однако певец пришел к выводу, что режиссёры пытаются использовать лишь его популярность, и, не чувствуя в себе способностей драматического артиста, отказался.
На роль беглого политического каторжанина был утверждён Сергей Шакуров. Он и стал катализатором разногласий актёрского состава с режиссёрами фильма. Конфликт разгорелся на фоне того, что актёры считали режиссёров дилетантами, не умеющими снимать кино. Сергей Шакуров в открытую шёл на конфликт и в итоге отказался выполнять установки режиссёров. К этому бунту присоединились Владислав Дворжецкий и Олег Даль (который на съемки зачастую являлся пьяным). Георгий Вицин в этой ситуации выдерживал нейтральную позицию, но всё же подписал общую с актёрами-бунтовщиками телеграмму, отправленную руководству «Мосфильма»:

Сидим в говне на волчьих шкурах. Дворжецкий. Вицин. Даль. Шакуров

Актёры требовали заменить двух, по их мнению, непрофессионалов на одного нормального режиссёра. Однако руководство «Мосфильма» заняло принципиальную позицию — не менять режиссёров. Переговоры с актёрами шли месяц. Переубедить удалось всех, кроме Сергея Шакурова. В итоге он получил выговор и был снят с роли. На его место был приглашён Юрий Назаров, но в эпизоде передачи воды Ильину видно лицо Сергея Шакурова, хоть в титрах его фамилии и нет.

Влад и Олег меня предали: они согласились работать дальше. Я пошёл до конца и написал заявление. По моему поводу было два худсовета на «Мосфильме». Но я уже не мог отказаться, остановиться. Это было бы вопреки моему разуму, который мне в тот момент говорил: «Ты что, Сергей, делаешь?» Но у меня, кроме бешенства, ничего не было. А после бешенства наступила апатия. Я вырубил этих двух людей из своей жизни — Даля и Дворжецкого…

С воодушевлением отнёсся к сценарию фильма исполнитель главной роли Владислав Дворжецкий, надеявшийся на то, что она станет одной из лучших в его послужном списке.
В исполнении трюка подъёма Крестовского на колокольню принимали участие ленинградские альпинисты Владимир Мясников (Крестовский) и Эдуард Часов (Ильин). Во время съёмки данной сцены оператор заметил, что в кадр попали телевизионные антенны на крышах соседних домов. Пришлось членам съёмочной группы подниматься на крыши и сваливать все антенны. В это время шёл футбольный матч, показ футбола по телевизору был прерван, и разъярённые жители выскочили на улицу. Для того чтобы погасить скандал, местным жителям по указанию режиссёра было выдано по 100 рублей.
В первом варианте «Есть только миг» и другие песни в исполнении героя Олега Даля — Крестовского исполнил сам актёр, но, когда фильм сдавался худсовету «Мосфильма», было принято решение переозвучить эти песни. Для перезаписи пригласили популярного в то время певца Олега Анофриева. Олег Анофриев перезвонил Олегу Далю и спросил у него разрешения. Даль ответил: «Записывайся». По другим данным — Даль закапризничал и отказался перезаписывать песни по требованию режиссеров, поэтому они были переписаны с Анофриевым.

### Съёмки
Места съёмок:
- Для натурных съёмок использовались достаточно экзотические места: ледовый поход снимали в Финском заливе, а Землю Санникова — в Долине гейзеров (Кроноцкий заповедник на Камчатке). Сцену подъёма Крестовского на колокольню снимали в Выборге, на Часовой башне.
- Сцена прощания Ильина с невестой и отплытие экспедиции снимались в парке Монрепо, на фоне островов Былинный и Людвигштайн в Выборге.
- Сцена жертвоприношения оленей на плоту снималась в Кабардино-Балкарии, на озере Шадхурей, близ с. Каменномостское.
- Сцена очищения соплеменницы шаманом снималась в Чегемском ущелье Кабардино-Балкарии у водопадов близ села Хуштосырт.
- Несколько сцен было снято в Крыму (Никитская расщелина).